# IFK Skövde
För andra betydelser, se IFK Skövde (olika betydelser).

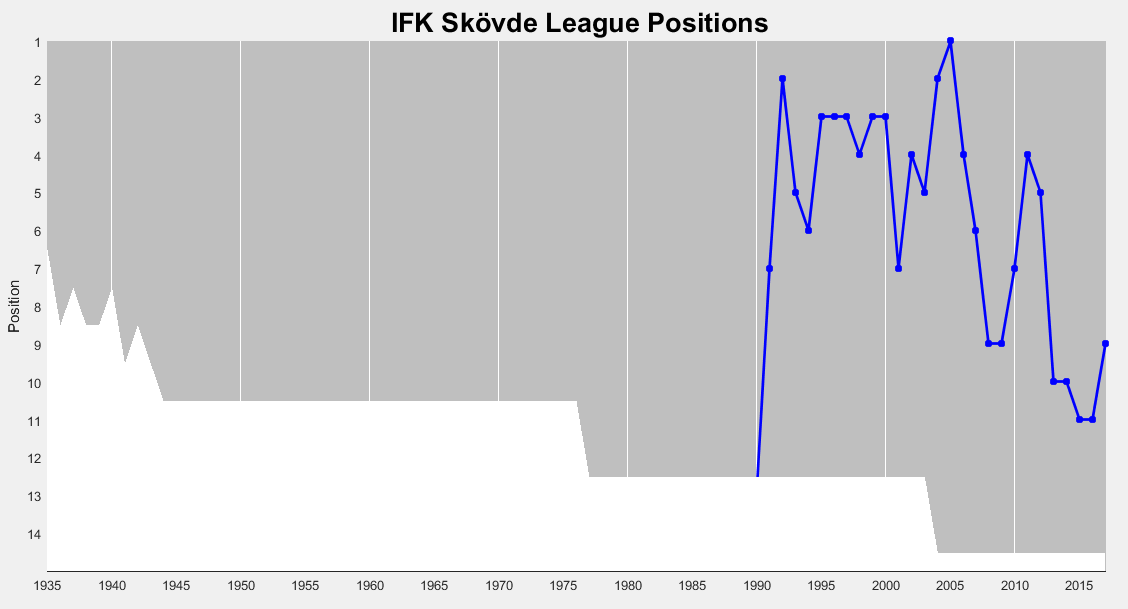
Skövdes placeringar i högsta serien genom åren.

IFK Skövde HK är en handbollsklubb i Skövde, vars rötter kan spåras tillbaka till 1907. Den nuvarande organisationen fick dock sin skepnad genom en omorganisering 1991. Laget har befunnit sig i handbollens högsta division sedan säsongen 1990/1991, då man slutade precis utanför slutspelsplats.
IFK Skövde brukar återfinnas i toppen av högsta divisionens publikliga.

## Historia
1907 den 23 september grundades IFK Skövde Handboll Klubb (Idrottsföreningen Kamraternas Skövdekrets XIII) ur Sköfde Atlet- och Idrottssällskap, vid ett möte på Västra Folkskolan i Skövde. Sköfde Atlet- och Idrottssällskap lades ner den 13 september samma år.
1974/75 spelades det kända ”kondensderbyt” i division III mellan Skövde AIK och IFK i Idrottshallen.
Matchen var tvungen att avbrytas när drygt 1 minut återstod eftersom det var glashalt på golvet, på grund av all kondens som bildats i den överfyllda idrottshallen. Omspel fick spelas som SAIK vann och gick vidare till division II.
1975/76 vann juniorerna junior-SM för första gången, med den 22-årige seniorlagsspelaren Gunnar Blombäck som tränare.

1978/79 tog IFK hem seriesegern i gamla division 3.

### Moderna IFK börjar ta form
1983/84 blev det serieseger i division 1 västra före IK Sävehof. I lagbygget ingick bland andra Gunnar Blombäck och Magnus Frisk. I förkvalet till elitserien gick det väldigt bra för IFK där de besegrade Härnösandsklubben Brännans IF. I slutkvalet var man ytterst nära avancemang till elitserien, i sista minuten mot IFK Kristianstad missade Gunnar Blombäck en straff och Kristianstad kunde kontra, fick ett frikast och vann matchen med 25-24. 
1986/87 var en milstolpe i klubbens historia då man vann Svenska cupen på hemmaplan mot dåvarande elitserielaget HP Warta. Detta år blev det återigen kvalförlust mot IFK Kristianstad. 
1989/90 den 22 april är kanske den mest framstående dagen i IFK Skövdes historia. IFK var äntligen klart för högsta serien (Elitserien), efter segermatchen i kvalet mot BK Söder på hemmaplan. Spelarna fick springa ärevarv i en fullsatt idrottshall.

### Debut i svensk handbolls finrum
1990/91 IFK gjorde sin första säsong i Elitserien. Man värvade ukrainaren Alexander Sokol  men hade i övrigt en orutinerad trupp. Gunnar Blombäck lyckades ändå leda laget till en tredje plats innan juluppehållet, men i superelitserien på våren räckte det inte till och man missade slutspel i sista omgången mot Redbergslids IK med 18-22 i ett fullsatt Billingehov.
1991/92 omorganiserades IFK Skövde, och IFK Skövde Handboll blev en fristående förening under IFK Skövde Idrottsallians. Denna säsong gick det bättre och man lyckades ta sig till slutspel för första gången, men i semifinalen blev HK Drott för stora. Man lyckades däremot att kvalificera sig för spel i Cupvinnarcupen.
Det här året vann även juniorerna SM-guld.
1992/93 Europapremiär för IFK I Cupvinnarcupen där man ställdes mot Danska Kolding IF, som vann på målskillnad med ett mål efter att båda lagen vunnit varsin match på hemmaplan. I seriespelet slutade man på en femte plats och kvalificerade sig till slutspel. Men där tog det stopp direkt mot IFK Ystad som vann med 2-0 i matcher.
1993/94 Jonny Gustavsson tog över tränarposten efter att Gunnar Blombäck tagit jobb som förbundskapten i Schweiz. I serien tog de en fjärde plats i tabellen. I slutspelet åkte man ur efter att ha besegrats av Lugi HF i kvartsfinalerna. 
1994/95 IFK:s tredje Europaäventyr räckte till en åttondelsfinal i EHF-cupen, hemma i Sverige tog man en tredjeplats i Elitserien och tog sig till slutspel. I kvartsfinalen hemma mot IFK Kristianstad förlorade de men sen vann IFK nästa borta och hemmamatch. I semifinalen stod Redbergslids IK för motståndet som blev en jämn historia, men där RIK gick segrande och vidare till final.
1995/96 var säsongen många i Handbollssverige höjde på ögonbrynen när Skövde lyckades knyta till sig stor tränaren och före detta förbundskapten Roger "Ragge" Carlsson. Det blev en tuff säsong med många matcher i både seriespel och cupspel, i Elitserien slutade man på en tredjeplats men åkte ut mot Lugi i kvartsfinalen. 
Torsdagen den 24 januari 1996 skrevs nästa cup-historia. Efter förlust med 26-23 borta besegras spanska proffslaget Cadagua Galdar på hemmaplan med 28-22 vilket betydde semifinal i EHF City Cup. IFK förlorade snöpligt i semifinalen mot norska Drammen HK i returen i Norge med 20-12, efter att ha haft ett sju måls överläge från hemmamatchen (24-17) som spelades inför 3 465 åskådare på Billingehov.
1996/97 tappade Skövde sin profil Andreas Larsson som blev proffs i tyska TuS Schutterwald, men trots det blev det ännu ett bra år ute i Europa där man gick till kvartsfinal i EHF City Cup, IFK åkte dock ut på målskillnad efter två matcher mot danska Kolding. 
I Elitserien kvalificera Skövde sig för ännu en kvartsfinal där Lugi återigen stod för motståndet, som även detta år blev för svåra att rå på.
1997/98 Vid en match i Elitserien mellan IFK och Polisen/Söder drabbades IFK:s tränare Roger "Ragge" Carlsson av en hjärtinfarkt och avled strax därpå. Han ligger begravd på Sankta Birgittas kyrkogård i Skövde. Efter denna tragedi fick tidigare juniortränaren Jan "Proppen" Karlsson ta över rollen som huvudtränare, som lyckades ta laget till semifinal mot RIK detta till trots.
Men IFK:s sjätte Europaäventyr skulle bli det mest framgångsrika hittills, de övertygade och vann de tre första matcherna hemma i EHF Challenge Cup mot HC Dukla Prag, Fibrex Savinesti och UMFA Mossfellsbaer.
I den klubbens första final i EHF Challenge Cup stod det tyska Bundesliga-laget TuS Nettelstedt för motståndet. Mot allas förvåning förlorade Skövde bara med två mål i båda matcherna, något alla trott på förhand skulle bli en överkörning.  Detta år tog juniorerna de fjärde SM-guldet i historien.
1999/2000 Skövdes A-pojkar tog hem Pojk-SM guldet.
2000/01 kom Gunnar Blombäck, "Mr Skövde", tillbaka till klubben som tränare efter flera år utomlands, med sig från sin tidigare klubb Viking Stavangers värvade han Vegard Samdahl och Mattias Gustafsson, IFK värvade även Jonas Källman från Växjö. Detta behövdes då trotjänarna Mats Ljungquist, Pelle Linders, Marcus Wallgren, Rickard Svensson och Jonas Gustafsson lämnat klubben för att bli proffs, trappat ner eller avslutat karriären. Ett stort generationsskifte skedde, men ändå lyckades man ta sig till semifinal och ännu en gång möta Redbergslids IK. Fast denna gång vann man första matchen på bortaplan, men Skövdes skytt Martin Matas skadade sig och det blev delad glädje efter skrällen. Resterande matcher i semifinalserien förlorade man och RIK mötte IF Guif i final och vann sedan och SM-guldet.
I Cupvinnarcupen inledde IFK mot rumänska laget Bacau och vann behagligt. Däremot i åttondelsfinalen lottades de mot tyska storslaget SG Flensburg-Handwitt där det tog stopp.
2001/02 invigdes den nya Arena Skövde. En välbehövlig flytt men ändå tungt för många IFK:are som upplevt alla minnen i den gamla idrottshallen.
Detta var året IFK värvade polacken Dawid Nilsson, som snabbt blev en publikfavorit och en av de främsta i laget.  I Elitserien var spelet svajigt med toppar och dalar, efter juluppehållet blev Vegard Samdahl skadad och ersättaren Marcus Litborn fick sitt genombrott i A-laget. IFK gick till kvartsfinal där det tog stopp mot Sävehof.
I U-lagen gick det bättre, där A-pojkarna vann SM-guld i pojk-SM och juniorerna tog SM-brons.
2002/03 Jonas Källman flyttade till Spanien för att bli proffs i Ciudad Real. Men Johan Green flyttade hem igen efter några år utomlands. Under säsongen var laget väldigt skadedrabbat och nyckelspelare som Vegard Samdahl och Niklas Forsmoo var borta under större delen av säsongen. I slutspelet tog de sig till semifinal mot RIK efter en mycket jämn kvartsfinalserie mot IFK Ystad.

### 2003-2007 IFKs första framgångs år
2003/04 vann laget EHF Challenge Cup, efter final mot franska Dunkerque HBGL. 
2004/05 vann IFK Skövde grundserien och gick till SM-final efter nästintill en utklassning mot RIK i kvartsfinalen och 3-1 i matcher mot Hammarby IF i semifinalen, i finalen men förlorade mot IK Sävehof med uddamålet 27-26. Det här året var första året finalen avgjordes i en enda avgörande match. 
2006/07 efter en säsong som kan beskrivas som knackig där man slutade på en sjätte plats i grundserien, vann med 3-2 i matcher mot LUGI i kvartsfinalen och 3-1 i matcher mot IK Sävehof i semifinalen. Var klubben helt otippat i sin andra SM-final,men förlorade stort mot Hammarby IF 34-22.

### Första gången utan slutspel på 17 år

#### Ett  halvt decennium av motgångar
2007/08 var första gången IFK missade slutspel sedan debutsäsongen i Elitserien 1990/91.
2008/09 återigen en säsong utan slutspel. Noterbart från denna säsong blev endast att Arena Skövde nyinvigdes med fler sittplatser, ett nytt kafé och bar.
2009/10 hade man kontrakterat Ljubomir Vranjes som tränare. Sedan övertalades Vranjes att bli sportchef för SG Flensburg-Handewitt men som plåster på såren gjorde IFK och Flensburg ett avtal, som innebar att lagen hade ett visst antal träningsmatcher mot varandra plus att IFK-spelare fick åka till Flensburg och träna med dem (under vissa perioder).
Så IFK blev tvungna att i stället kontraktera den tidigare assisterande tränaren under Gunnar Blombäck och hemma profilen Henrik Schnider till tränarposten. Nyförvärv till säsongen var bland andra Mikael Appelgren och Andreas Nilsson.

#### Fem hårda år tycktes få en vändning
2011/12 Efter att ha missat slutspel fem säsonger skulle den här säsongen bli vändningen, IFK slutade på en femteplats serien och tog sig äntligen till slutspel, där de fick möta Sävehof. Men där tog det stopp efter att ha förlorat med 3-2 i matcher.

#### Ännu ett halvt decennium av djupa dalar
2013/14 tog Peter Johansson och Robert Arrhenius över som tränare. Robert som spelande tränare, hade vänt hem redan året innan efter mer än 10 år i Spanien, Tyskland och Danmark. Det var även året Jonas Källman kom tillbaka till IFK efter 12 år i Spanien, som var mycket tack vare Robert. Med två erfarna spelare som Jonas och Robert i IFK, tändes hoppet om slutspel och slutet på den dåliga trenden som laget hade hamnat i de senaste åren.
Men förhoppningarna gick inte som förväntat och IFK hade ännu en tung säsong, och redan i januari 2014 blev det klart att Källman lämnar IFK med omedelbar verkan.
2014/15 klubben fick kvala sig kvar i elitserien för första gången.

### Resan från konkurshotet mot toppen
2015/16 Efter en mardrömsliknande inledning på säsongen med 15 förluster på 20 matcher.Den 29 december fick spelarna svart på vitt, att de var tvungna att gå ner 40% i lön säsongen ut annars skulle klubben gå i konkurs. “– Vi förstod att det skulle bli ett stålbad. Det var bara att bestämma sig och ta sig igenom det, som en försäsong med Gunnar Blombäck”, sa Rasmus Wremer då. Men klubben fick med sig både Wremer och Kristian Svensson på beslutet och det var mycket tack vare dessa trotjänare av klubben som resterande spelarna gick med på nedskärningen av lönen.
Flera företagare gick in och akut stöttade klubben ekonomiskt, däribland Oscar Wendts pappa Joakim med ett långt förflutet i IFK Skövde Fotboll. En satsning gjordes, “Elit2020” för att klubben skulle nå en semifinalplats 2020 där ett 50-tal företagare gick in och gjorde en engångsinsats för klubben. IFK lyckades även denna säsong hålla sig kvar i Handbollsligan via kvalspel.
2017/18 i december gick klubben ut med att man var skuldfri.
2018/19 IFK hade gjort klart redan i början av 2018 att Ulf Nyström kom tillbaka till moderklubben, men nu som sportchef och att Patrik Liljestrand skulle få sluta. Sedan rekryterades norske tränaren Jonas Wille, som kom närmast från danska HC Midtjylland. Det märktes i värvningarna inför säsongen som bestod av en skandinavisk kompott av spelare, danskarna Jacob Larsen, Casper Ebbesen och Matias Helt Jepsen. Norska målvakten Håvard Åsheim, svenska försvarsspecialisten Rex Blom och den meriterade niometersspelaren Richard Hanisch. Dessutom hade Skövde en uppsättning juniorer som kommit upp från de egna leden, varav tre var med och vann U18-EM i Kroatien under sommaren. Det hade kunnat varit fyra stycken men Victor Ljungquist blev skadad innan turneringen och fick stå över. 
Den 7 februari 2019 slog IFK sitt 14 år långa rekord med tolv raka hemmasegrar i Arena Skövde. Två dagar efter rekordet stod det klart att IFK var garanterat en slutspelsplats med åtta matcher kvar att spela. IFK slutade på tredje plats i tabellen, vilket var det bästa resultatet på många år. I slutspelet valde man möta Lugi i kvartsfinalen som de vann med 3-0 i matcher. Det som fick de flesta att höja på ögonbrynen var den otroliga vändningen i andra matchen i Lund. Skövde låg under med 12-19 när det återstod en kvart av matchen, men Håvard Åsheim lyckades "stänga kassen" och IFK vann till slut med 21-19.
I semifinalen fick man IK Sävehof som tidigare i säsongen inte alls sett särskilt vassa ut, men de hade lyckats slå ut tvåan HK Malmö i sin kvartsfinal. 
Skövde vann första matchen hemma i Arena Skövde, men sen blev Sävehof för svåra och vann resterande tre matcher. I All star team ett för säsongen hamnade Matias Helt Jepsen, Christopher Hedberg och Jonas Wille

#### 2019-Nutid IFK:s andra framgångs år
2019/20 IFK hade tappat danskarna Jacob Larsen, Casper Ebbesen, mittsexan Axel Franzén och målvakten Marcus Holmén till säsongen men också värvat danske mittsexan Dan Beck-Hansen, norska vänsternian Kristian Stranden och målvakten Fabian Norsten, och de tycktes ha ett väldigt slagkraftigt lag. I början av säsongen blandade och gav resultaten dock och på hösten annonserade Jonas Wille att han skulle göra sin sista säsong i Skövde för ett tränarjobb i Mors-Thy i Danmark. Efter EM-uppehållet 2020 lyckades IFK vinna 10 av 11 möjliga matcher i handbollsligan. Formen såg ut att toppas mot slutspelet, och då kom coronapandemin och satte stopp. Slutspelet ställdes in och även den sista matchen i grundserien mot IFK Kristianstad som låg på samma poäng som Skövde (46 p). Alingsås på 48 poäng tog seriesegern framför Malmö på 47 poäng. IFK hade gjort klart med svenska damlandslagets tränare Henrik Signell till nästkommande säsong, och då även OS 2020 ställdes in på grund av pandemin kom Signell tidigare till klubben under deras påtvingade försäsong, och tränade laget tillsammans med Jonas Wille innan han flyttade till Danmark.
2020/21 Skövdes högersexor Christopher Hedberg och Erik Sääf lämnade klubben och norska högersexan Fredrik Mossestad värvades. Säsongen präglades av den pågående pandemin och därför var det ingen publik, men trots det kunde IFK nog inte ha en bättre start på säsongen med 11 raka vinster. I november köptes norska skytten Kristian Stranden och in kom en skadad Bjarni Valdimarsson från Island. Efter den suveräna starten slutade Skövde på en 4:e plats och fick möta Alingsås HK i kvartsfinal. Skövde vann relativt enkelt med 3-1 i matcher och nu stod IFK Kristianstad för motståndet i semifinalen, en uppgift som hade varit omöjlig något år tidigare. Men IFK-laget vann med 3-0 i matcher, och ett stort gäng supportrar stod utanför Arena Skövde efter vinsten för att fira laget då de inte tilläts i hallen på grund av pandemin. Nu efter 14 års väntan sedan finalen 2007 var Skövde i final igen, och nu stod Sävehof för motståndet, ett lag som var oerhört starkt detta år. Förutom första matchen i Partille som gick till förlängning där Skövdes vänsternia Jack Thurin skadade sig, var finalmatcherna inte särskilt spännande. Sävehof vann finalserien med 3-0 i matcher och Skövde fick återigen se sig besegrade i en final.

## Spelartrupp
| Nr | Land    | Pos | Namn                |
| -- | ------- | --- | ------------------- |
| 1  | Danmark | MV  | Victor Bang         |
| 12 | Sverige | MV  | Alexander Skoog     |
| 30 | Serbien | MV  | Milan Bomastar      |
| 2  | Sverige | M6  | Markus Sjöbrink     |
| 4  | Island  | V9  | Bjarni Valdimarsson |
| 5  | Sverige | V9  | William Elovson     |
| 7  | Sverige | H6  | Jonas Samuelsson    |
| 8  | Sverige | M9  | Victor Ljungquist   |
| 9  | Sverige | V6  | Viktor Hallén       |
| 11 | Sverige | H9  | Kristian Svensson   |

| Nr | Land    | Pos | Namn              |
| -- | ------- | --- | ----------------- |
| 17 | Sverige | V6  | Victor Siem       |
| 18 | Sverige | M9  | Daniel Ekman      |
| 20 | Norge   | H6  | Fredrik Mossestad |
| 22 | Sverige | M9  | Adam Ljungquist   |
| 23 | Sverige | M6  | Jesper Jensen     |
| 25 | Sverige | H9  | Linus Gustavsson  |
| 27 | Sverige | V6  | Herman Dyberg     |
| 33 | Norge   | H9  | Jonas Burud       |
| 66 | Sverige | M6  | Rex Blom          |
| 77 | Sverige | H6  | Erik Sääf         |

### IFK-profiler

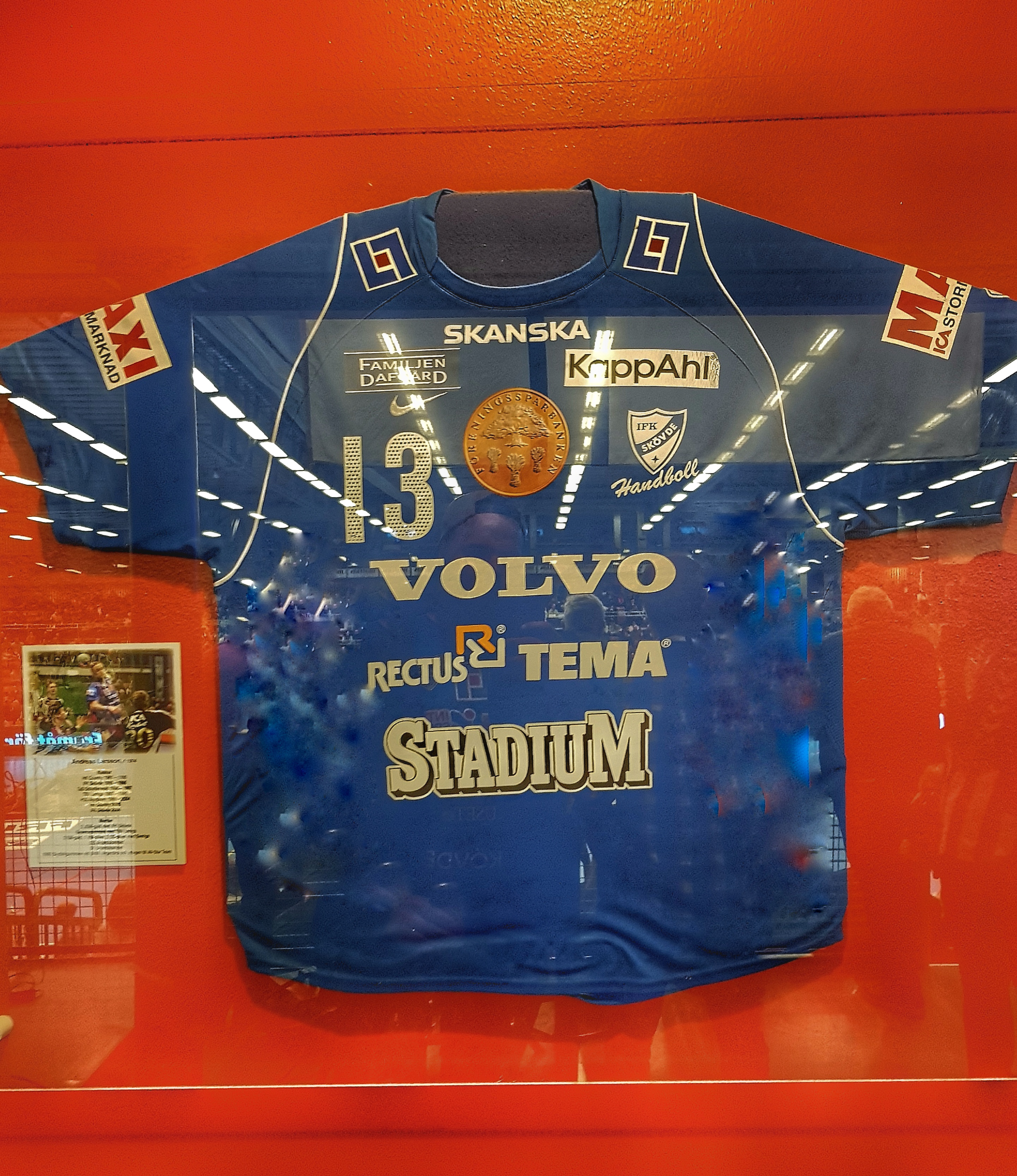
Andreas Larssons pensionerade tröja, som hänger i Arena Skövde.

Ett urval av spelare som genom åren representerat IFK Skövdes handbollsklubb (åren spelaren representerade klubben).

- Gunnar Blombäck (Moderklubb–1976, 1982–1993, 2000–2009) – "Mr Skövde" är mest känd som tränare, har lett IFK till ett junior-SM-guld 1976, EHF Challenge Cup-guld 2004, två stycken SM-silver 2005 och 2007
- Andreas Larsson (1989–1996) – Tre EM-guld 1998, 2000 och 2002, ett VM-silver 1997 och två OS-silver 1996 och 2000. 125 matcher och 298 mål för det svenska handbollslandslaget. Den enda spelaren som fått sitt tröjnummer pensionerat och som hänger i Arenan
- Robert Arrhenius (Moderklubb–2000, 2012–2014) – Silvermedaljör i Challenge Cup 1998, gjort 192 landslagskamper och 370 landslagsmål. Spelande tränare för IFK mellan 2013 och 2014.
- Pelle Linders (1995–2000) – Dansk mästare med KIF Kolding 4 gånger, Tysk mästare 2006, 2007 och Champions League mästare 2007 med THW Kiel
- Jonas Källman (2000–2002, 2013–2014) – Spansk mästare 5 gånger och vunnit Spanska kungacupen 3 gånger, utsedd till Årets handbollsspelare i Sverige säsongen 2008/09, Silvermedaljör i OS i London 2012 med svenska landslaget, 222 matcher och 646 mål för svenska landslaget
- Robert Lechte (1996–2003, 2012–2016) – Silvermedaljör i Challenge Cup 1998 med IFK, vart proffs i Spanien, Danmark, Tyskland och Norge innan han återvände och avslutade karriären i Skövde
- Kristian Svensson  (Moderklubb–2005, 2013-) – Debuterade i IFK 1999 och har var med och vunnit EHF Challenge Cup och två SM-silver 2005 och 2021, 56 landslagskamper mellan 2002 och 2011 och 89 landslagsmål. Assisterande tränare 2022-
- Rasmus Wremer (1997–2007, 2011-2021) – Vann junior SM-guld 1998 med IFK, tog guld i EHF Challenge Cup 2004 och tre SM-silver 2005, 2007 och 2021, han leder även Skövdes interna statistik i både spelade elitmatcher och gjorda mål. Han blev Dansk mästare 2010 med AaB Håndbold. Har spelat 11 landskamper för det svenska landslaget
- Dawid Nilsson (2001–2005) – Vann Challenge Cup 2004 och tog SM-silver 2005 med IFK, proffsår i Spanien,  Danmark och Frankrike
- Vegard Samdahl (2001–2006) – Challenge Cup-mästare 2004, SM-silver med IFK 2005 och årets playmaker i Danmark 2007
- Mattias Gustafsson (2000–2006) – SM-silver med IFK Skövde 2005, silvermedaljör i OS i London 2012 med svenska landslaget, 102 landslagskamper och 144 landslagsmål mellan 2000 och 2012
- Joakim Larsson (2001–2008) – 26 U-landslagskaper, två SM-silver med IFK och 9 år i tyska Bundesliga
- Johan Sjöstrand (2005–2009) – Spansk mästare 2011 med  FC Barcelona, dansk mästare 2013 med Aalborg Håndbold, tysk mästare 2014 och 2015 med THW Kiel, EHF Champions League-mästare 2011 med Barcelona, utsedd till Årets handbollsspelare i Sverige säsongen 2010/11, silvermedaljör vid OS i London 2012 med svenska landslaget
- Mikael Appelgren (2009–2012) – Tysk mästare 2016 och 2017 med Rhein-Neckar Löwen, utsedd till Årets handbollsspelare i Sverige säsongen 2016/17, vann EM-silver med landslaget i Kroatien 2018.
- Andreas Nilsson (2009–2012) – EHF Champions League-mästare 2013 med HSV Hamburg, utsedd till Årets handbollsspelare i Sverige säsongen 2015/16, silvermedaljör vid OS i London 2012 med svenska landslaget.

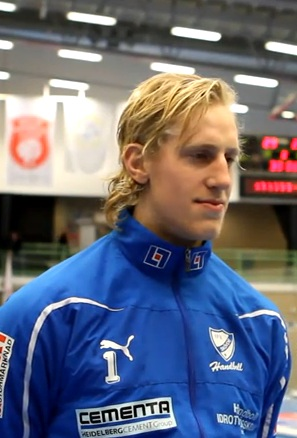
Mikael Appelgren
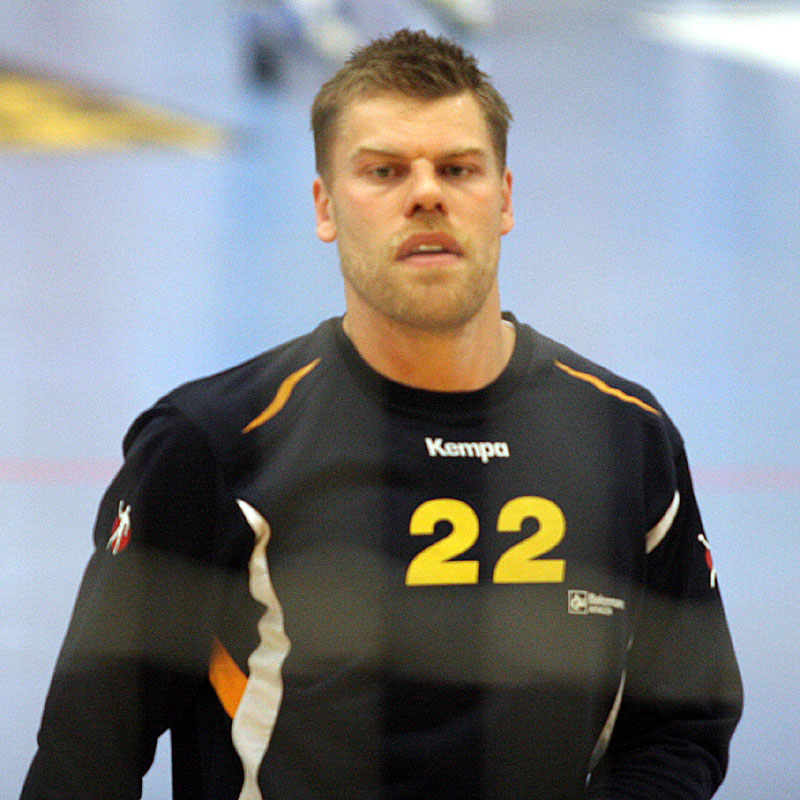
Robert Arrhenius
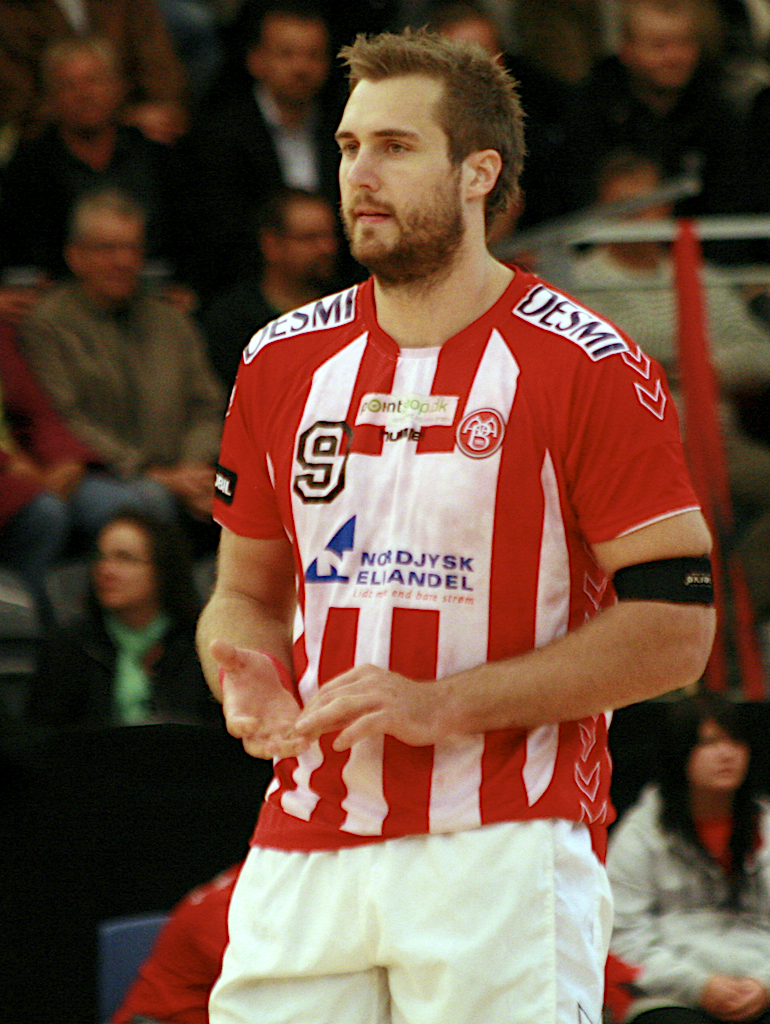
Mattias Gustafsson
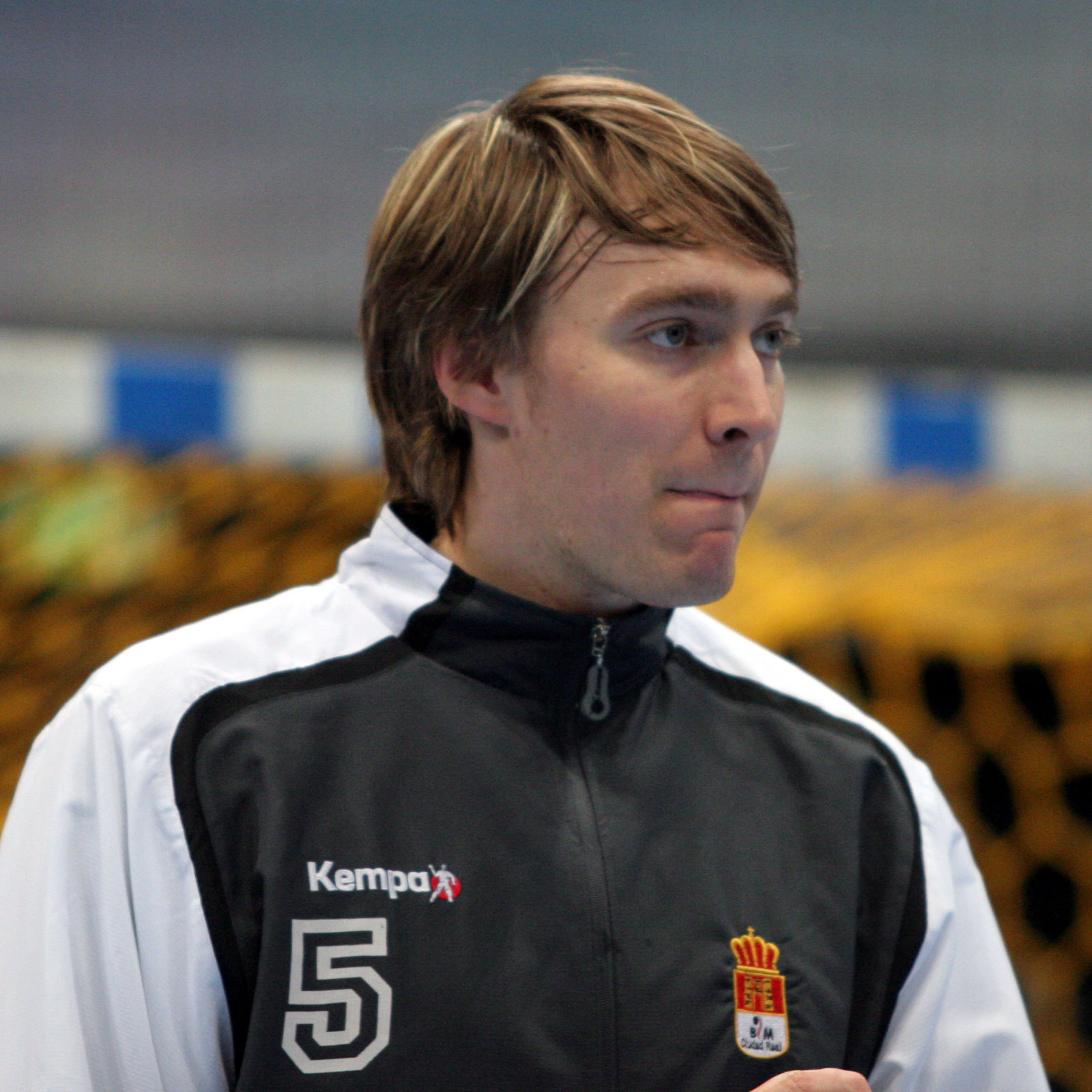
Jonas Källman
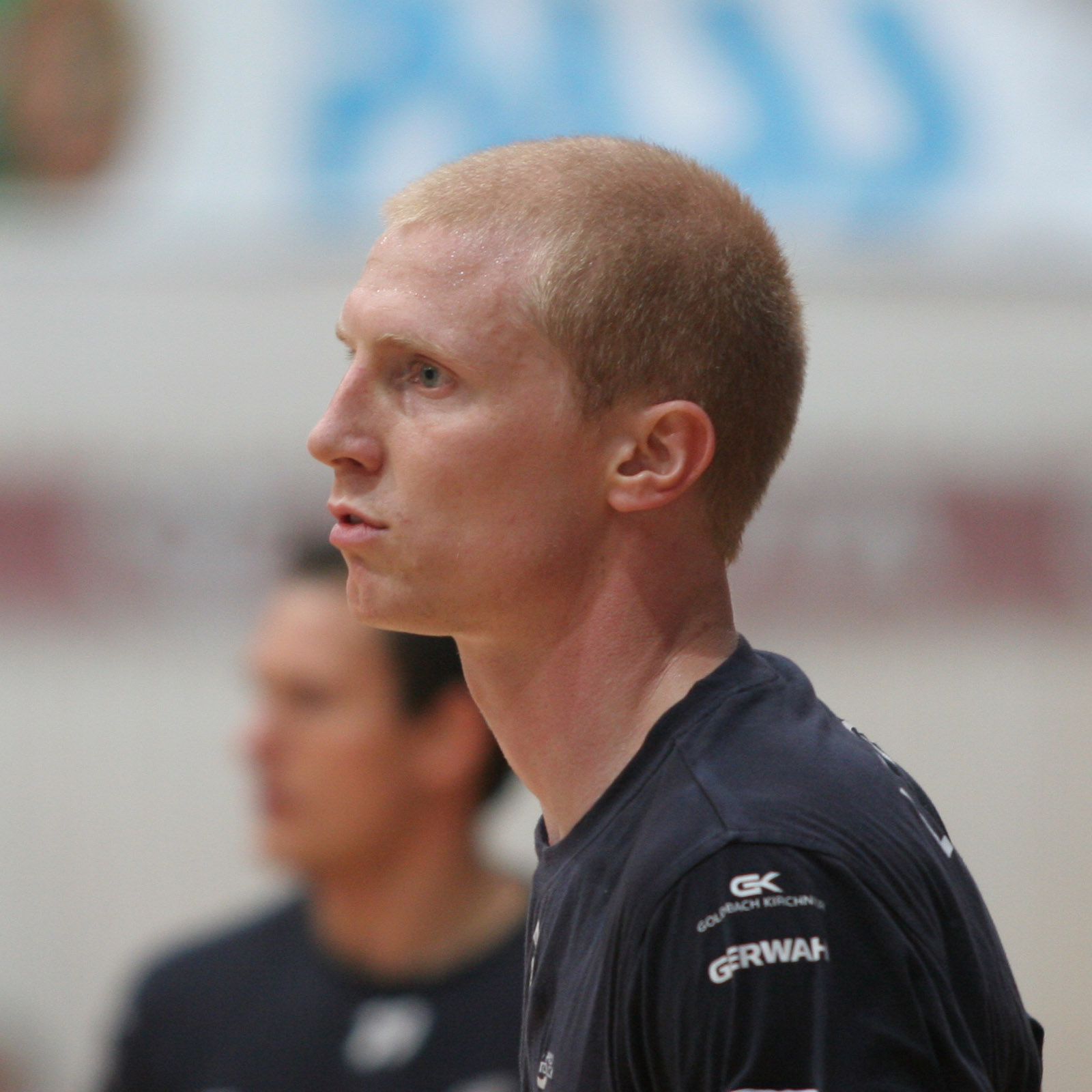
Joakim Larsson
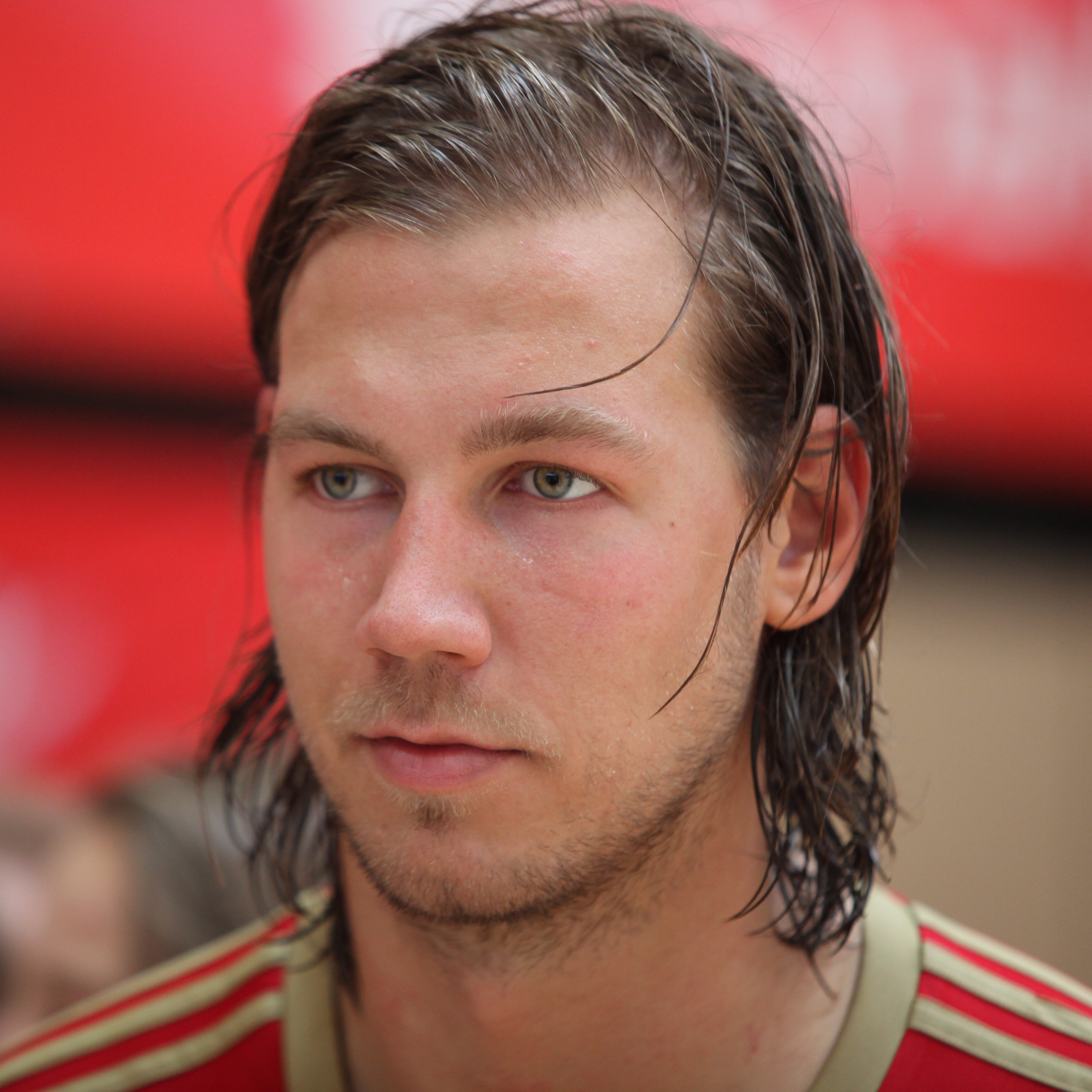
Andreas Nilsson
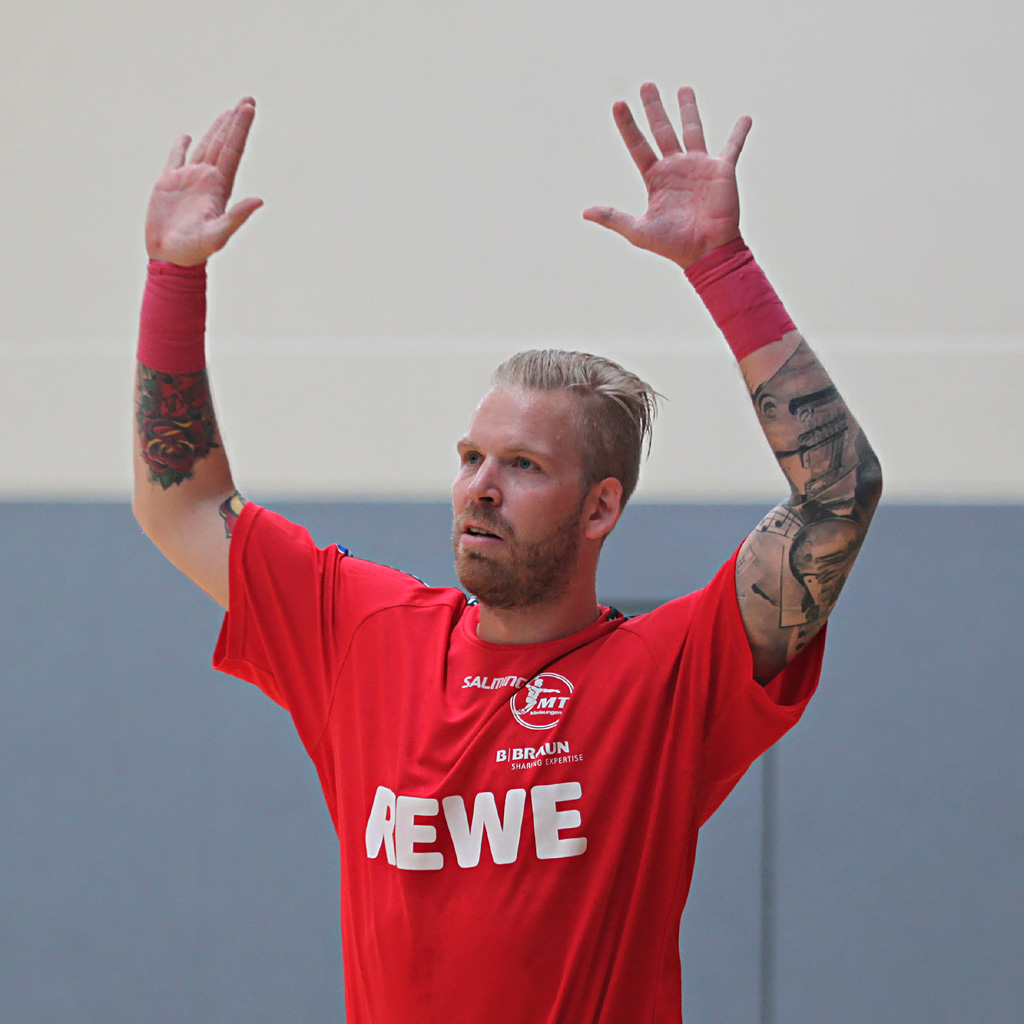
Johan Sjöstrand
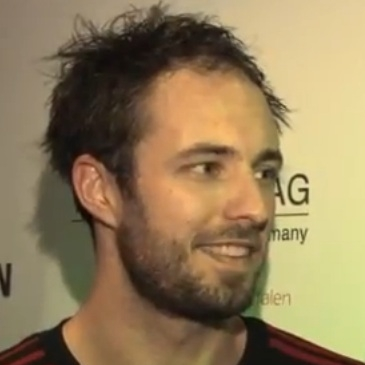
Kristian Svensson
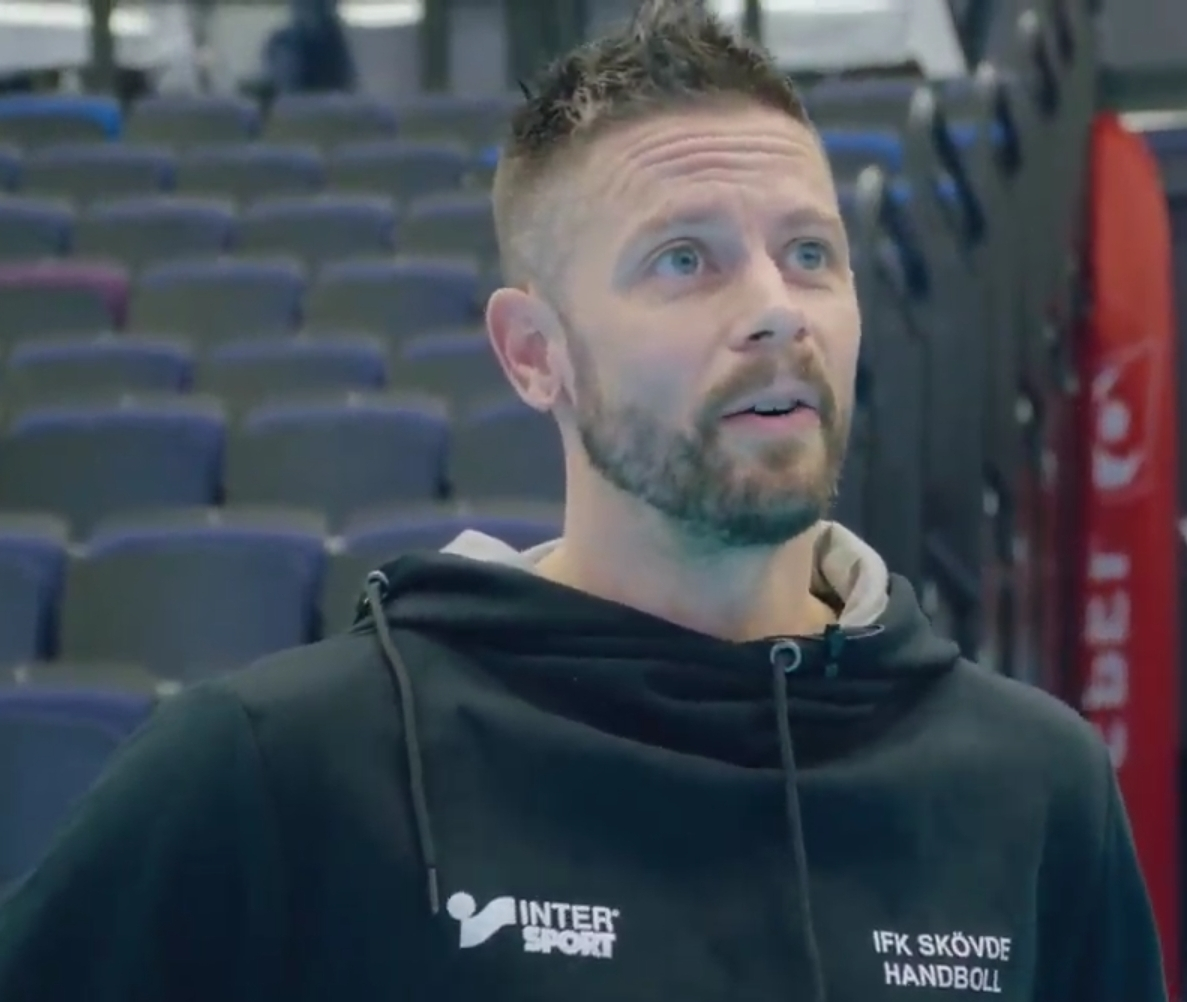
Rasmus Wremer

### Tränare
| Namn                               | År        | Notiser                                                                                                |
| ---------------------------------- | --------- | --- |
| Einar Fridlundh                    | 1959–1963 | Spelande tränare                                                                                       |
| Sören Karlström                    | 1963–1970 | |
| Sture Haglind                      | 1970–1974 | Spelande tränare i division 4                                                                          |
| Kjell-Ove "Koa" Andersson          | 1974–1976 | |
| Sture Fridh                        | 1976–1977 | |
| Stefan Ljungkvist                  | 1977–1978 | |
| Kjell-Ove "Koa" Andersson          | 1978–1979 | Tog upp IFK i division 3                                                                               |
| Bengt Drath                        | 1979–1982 | |
| Kjell E Larsson                    | 1982–1986 | Kom till IFK från VästeråsIrsta HF, tog IFK till flera kval till Elitserien                            |
| Bengt Drath                        | 1986–1987 | |
| Gunnar Blombäck                    | 1987–1993 | Säsongen 1989/90 tog han upp Skövde i Elitserien                                                       |
| Jonny Gustavsson                   | 1993–1995 | |
| Roger "Ragge" Carlsson             | 1995–1997 | |
| Jan "Proppen" Karlsson             | 1997–2000 | |
| Gunnar Blombäck                    | 2000–2009 | Sin andra sejour som tränare. Under denna period gick IFK till 2 SM-finaler och vann EHF Challenge Cup |
| Henrik Schneider                   | 2009–2013 | Från 2004 var han assisterande tränare åt Gunnar Blombäck                                              |
| Robert Arrhenius & Peter Johansson | 2013–2014 | Arrhenius var spelande tränare                                                                         |
| Peter Johansson                    | 2014–2015 | |
| Patrik Liljestrand                 | 2015–2018 | |
| Jonas Wille                        | 2018–2020 | Tog Skövde till sin första semifinal på 12 år under sitt första år.                                    |
| Henrik Signell                     | 2020–2023 | |
| Kristian Svensson                  | 2023–     | |

#### Kända Ungdoms-tränare inom klubben
Ett urval av tränare
- Robert Arrhenius
- Mats Ljungquist
- Andreas Larsson
- Niklas "Gummi" Gudmundsson
- Peter Johansson
- Rasmus Wremer

## Skadevi handbollscup
För Skadevi fotbollscup se Skadevi fotbollscup
Skadevi Cup är en handbollscup som startade 1977 i källaren i Skövdes gamla idrottshall som idén om en handbollscup föddes. 
Av ett gäng IFK-are som fick idén om att arrangera en årlig turnering för ungdomar. En av dessa var Bosse ”Lång” Andersson som senare blev klubbchef i IFK Skövde. Dom ville att namnet på cupen skulle ha anknytning till Skövde, Skadevi ska vara ett historiskt namn på Skövde. Men för att vara säkra frågade dom historieprofessorn Gunnar Linde, han var nästan säker men inte helt. Men det räckte och det var så turneringen fick namnet Skadevi Cup. 
År 2019 arrangerades för 42:e året i rad. 2020 var cupen inställd på grund av Coronapandemi, men 2021 spelades den återigen för 43:e gången. 2018 var debutåret för parahandboll. Cupen spelas varje år i allhelgonahelgen. Deltagare är lag från Sverige, Norge och Danmark.
Framgångsrikaste klubb genom historien är Kärra HF som i 1997 års turnering vann hela fyra titlar, och det är det mesta en och samma klubb vunnit under turneringen.

## Meriter

### Elitserien/Handbollsligan
- Silver (2005, 2007, 2021, 2022)
- Semifinal (1992, 1995, 1998, 1999, 2000, 2001, 2003, 2004, 2006, 2019)
- Seriesegrar (2005)

### Svenska Cupen
- Guld (1988)

### EHF European Cup
- Guld (2004)
- Silver (1998)

### EHF European League
- Kvartsfinal (2005)

### Ungdomslag

#### Junior-SM
- Guld (1976, 1992, 1993, 1998)
- Brons (2002, 2010)

#### Pojk-SM
- Guld (2000, 2002)

#### Gymnasie-SM
- Guld (2022)